# Boommos
Boommos (Pylaisia polyantha) is een soort uit de klauwtjesmosfamilie (Hypnaceae).

## Determinatie
Boommos is een slaapmos dat platte matten vormt. De stengel bereikt een lengte van ± 4 cm en is onregelmatig vertakt met korte, afstaande zijtakken. De bladeren zijn nerfloos, hol, eirond-lancetvormig en geleidelijk toegespitst.

## Ecologie
Boommos is een epifyt die op allerlei typen eutrofe, basenrijke schors van loofbomen en -struiken voorkomt. Zeer incidenteel wordt de soort wel eens als epiliet aangetroffen op beton.

### Syntaxonomie
In de syntaxonomie staat boommos te boek als kensoort voor de boomsterretje-associatie.